# 나가틴스카야역
나가틴스카야역(러시아어: Нага́тинская)은 모스크바 지하철 세르푸홉스코 티미랴젭스카야 선의 역이다. 1983년 11월 8일에 개장했다. 이 역의 심도는 13.5m(44ft)이다.

## 지리
나가틴스카야 역에서는 바르샤바 도로로 연결된다.

## 디자인
이 역은 "모스크바의 고대 역사"라는 주제로 플로렌틴 모자이크의 기술적인 주제로 팬을 만들어 내는 풍부한 붉은색과 검은색 팔레트의 코엘가 대리석으로 장식되어 있다. 건축가는 A. 바실리토브이다. 이 구성은 크렘린 건설의 시작인 사찰, 나무, 그리고 화이트 스톤 수도의 역사에 관한 것이다. 가장 부드럽고 쉽게 조작된 대리석인 "불라가"의 일부 부문에서 지하철 역에 대해 특이한 원형의 흰색 기둥이 수집되었다. 이것이 전형적인 프로젝트이다.

## 사고
1996년 6월 11일 저녁, 툴스카야 역과 나가틴스카야 역 사이 터널에서 500 ~ 800g의 폭발물이 의자 4호기에서 발견되었다. 4명이 죽었고 16명이 다쳤다.

## 통계
나가틴스카야 역의 이용객은 시간당 54,900명, 출입구는 57,500명이다.

## 환승
나가틴스카야 역에서는 모스크바 중앙 순환선의 베르흐니예 코틀리 역과 간접 환승이 가능하다. 거리가 약 1km 정도 떨어져 있어 도보로 약 10분 정도 걸린다.